# Loxomphalia rubida
Loxomphalia rubida là một loài nhện trong họ Theraphosidae.
Loài này thuộc chi Loxomphalia. Loxomphalia rubida được Eugène Simon miêu tả năm 1889.